# Dryopithecinenmuster
Als Dryopithecinenmuster oder Dryopithecus-Muster bezeichnet man das für Dryopithecus typische Zahnkronenmuster der hinteren Backenzähne. Diese weisen beim Dryopithecus fünf Höcker („Tubercula“) auf, die sich auch bei den von ihm – oder seinen nahen Verwandten – abstammenden frühen Menschenartigen (Hominoidea) finden. Da „Tieraffen“ (d. h. die übrigen Trockennasenprimaten) nur vier Höcker aufweisen, ist das Dryopithecinenmuster ein wichtiges Hilfsmittel zur Einordnung fossiler Zahn- und Kieferfunde.
Bei der Gattung Homo sind es hingegen sechs oder sieben Höcker, so dass diese Arten von den älteren Australopithecinen (fünf Höcker) unterschieden werden können.